# PalaCeccato
Il PalaCeccato è un palazzetto dello sport di Thiene in provincia di Vicenza in Veneto.
Il palasport è utilizzato dall'Hockey Thiene per la disputa delle partite casalinghe dal.